# Oberalsen
Oberalsen war eine Ortschaft in der Gemeinde Windeck im Rhein-Sieg-Kreis. Sie bildet heute den südlichen Teil von Alsen.

Die alten Ortsteile von Alsen 1900

## Lage
Oberalsen liegt auf dem Leuscheid. Nachbarorte sind neben Niederalsen und Schneppe nur Leuscheid im Nordosten und Werfen im Nordwesten. Alsen ist über die Landesstraße 147 erreichbar.

## Geschichte
Das Dorf gehörte zum Kirchspiel Leuscheid und zeitweise zur Bürgermeisterei Herchen.
1830 hatte Aalsen 160 Bewohner.
1845 hatte der Weiler Oberalsen 47 Einwohner in zehn Häusern. Davon waren 28 katholisch und 19 evangelisch.
1888 hatte Oberalsen fünfzig Bewohner in elf Häusern.
1962 wohnten hier 65, 1976 74 Personen.